# Gilbert Gress
Gilbert Gress est un footballeur puis un entraîneur né le 17 décembre 1941 à Strasbourg possédant la double nationalité franco-suisse.

## Biographie

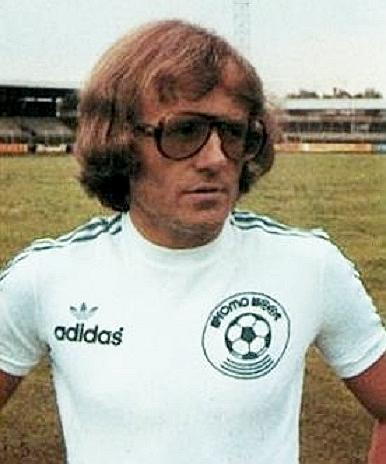
Gilbert Gress en 1979.

Gilbert Gress est surnommé Giless, l'ange de la Meinau, du nom du stade de Strasbourg par les supporters du club. Il est d'abord un joueur brillant sous les couleurs de Strasbourg, de Marseille et de Stuttgart en Allemagne (à une époque où les joueurs français signaient rarement dans des clubs étrangers).
En Allemagne, il marque de nombreux buts pour atteindre le total de 25 pour les années 1966 à 1971. Il sera égalé par Johan Micoud le 17 septembre 2005.
En septembre 1970, il est repéré par Marcel Leclerc, président de l'Olympique de Marseille. Il intégrera l'effectif Marseillais dès décembre 1970 et jouera avec des coéquipiers prestigieux tels, Josip Skoblar, Didier Couécou ou Roger Magnuson. Cette équipe remportera le championnat de France à deux reprises en 1971 et 1972 et la coupe de France en 1972. Cet organisateur de jeu sera une pièce maitresse de la tactique de Mario Zattelli. Il sera le joueur de champ qui aura eu le plus de temps de jeu durant ces deux années. En septembre 1973, Gilbert quitte Marseille et finira sa carrière de joueur dans son club d'origine le RC Strasbourg ,,
En 1975, il devient un entraîneur reconnu qui conduit le RC Strasbourg à son seul titre de champion de France en 1979.
En 1980, de profonds désaccords opposent Gilbert Gress au nouveau président André Bord. Il est ainsi limogé le 23 septembre 1980. Il revient en Alsace entre 1991 et 1994.
Il est actuellement [Quand ?] consultant pour la télévision suisse.
Le 18 juin 2009 il est officiellement nommé au poste d'entraîneur du RC Strasbourg pour la saison 2009/2010. Il rejoint ainsi l'un de ses joueurs du titre de 1979, Léonard Specht, alors président du club. Néanmoins, le 12 août, via son site internet, le club annonce que son adjoint Pascal Janin assurerait la préparation de l'équipe pour le match du lendemain face au Stade lavallois, impliquant ainsi son limogeage au bout de 2 matches officiels seulement.

## Palmarès

### Joueur
- 3 sélections en équipe de France de 1967 à 1971
- Vainqueur de la Coupe de la ligue en 1964 avec le Racing club de Strasbourg
- Vainqueur de la Coupe de France en 1966 avec le Racing club de Strasbourg
- Vainqueur de la Coupe de France en 1972 avec l'Olympique de Marseille
- Champion de France en 1971 et 1972 avec l'Olympique de Marseille
- Division 1 : 290 matches - 28 buts

### Entraîneur
- Champion de France en 1979 avec le Racing club de Strasbourg
- Champion de Suisse en 1987 et 1988 avec Neuchâtel Xamax
- Vainqueur de la Coupe de Suisse en 2000 avec le FC Zurich
- Vainqueur de la Supercoupe de Suisse en 1987, 1988 et 1990 avec Neuchâtel Xamax

## Citation
« Un très bon joueur met une demi-seconde pour trouver la bonne solution. Un moyen, une. Un médiocre, cinq ! »

— Gilbert Gress

## Livres
- 1980 : Le livre de ma jungle, de Gilbert Gress, Francis Braesch et Roland Scheubel, Gamay International
- 2005 : Je n'avais encore rien dit, Conversations avec Eric Genetet, Les Editions du Boulevard, Strasbourg
- 2009 : Fautes graves, Un été d’enfer à la Meinau, Les Editions du Boulevard, Strasbourg